# Gitterrahmen

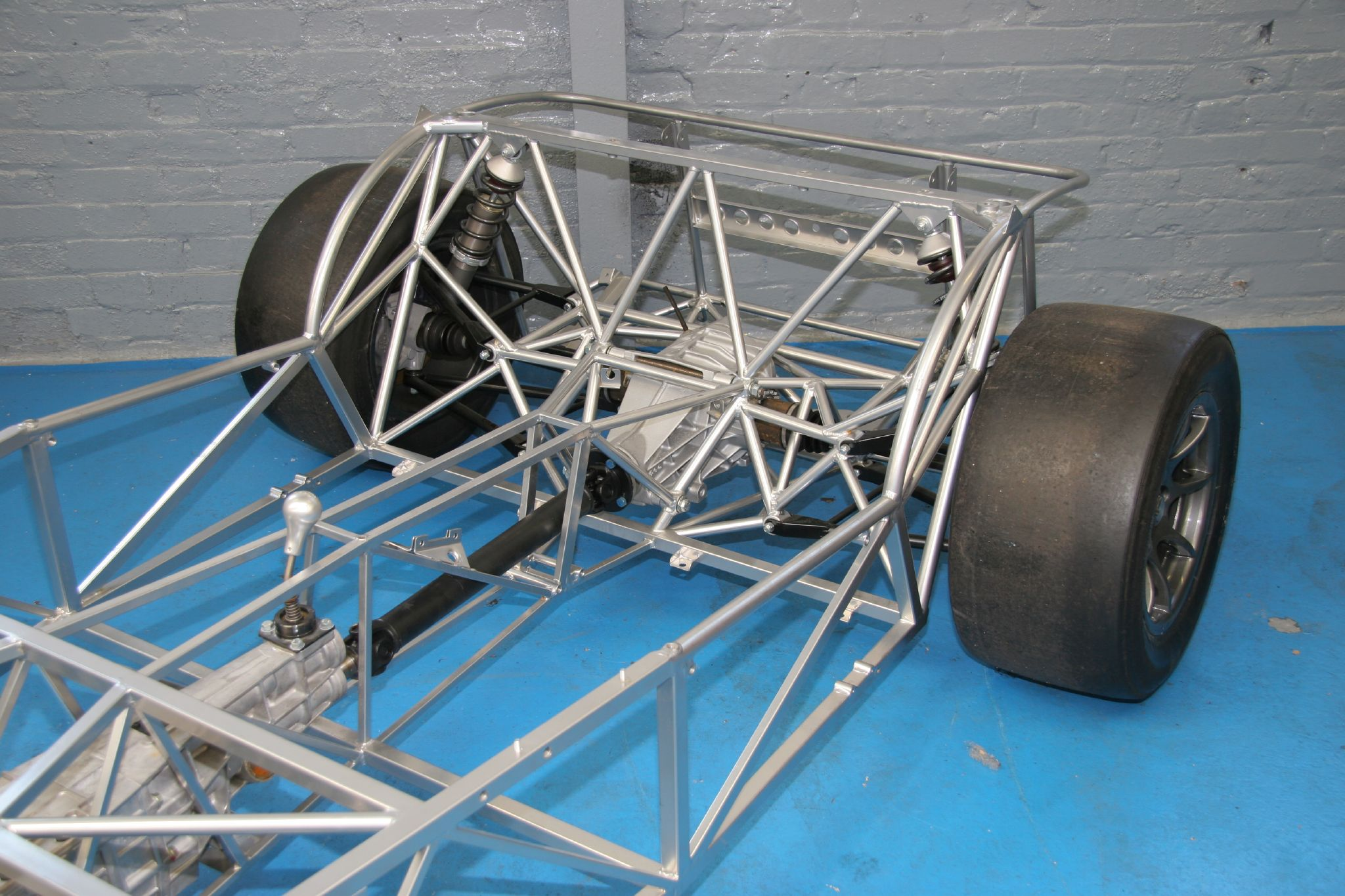
Gitterrahmen eines Caterham Seven (Blickrichtung Hinterachse)

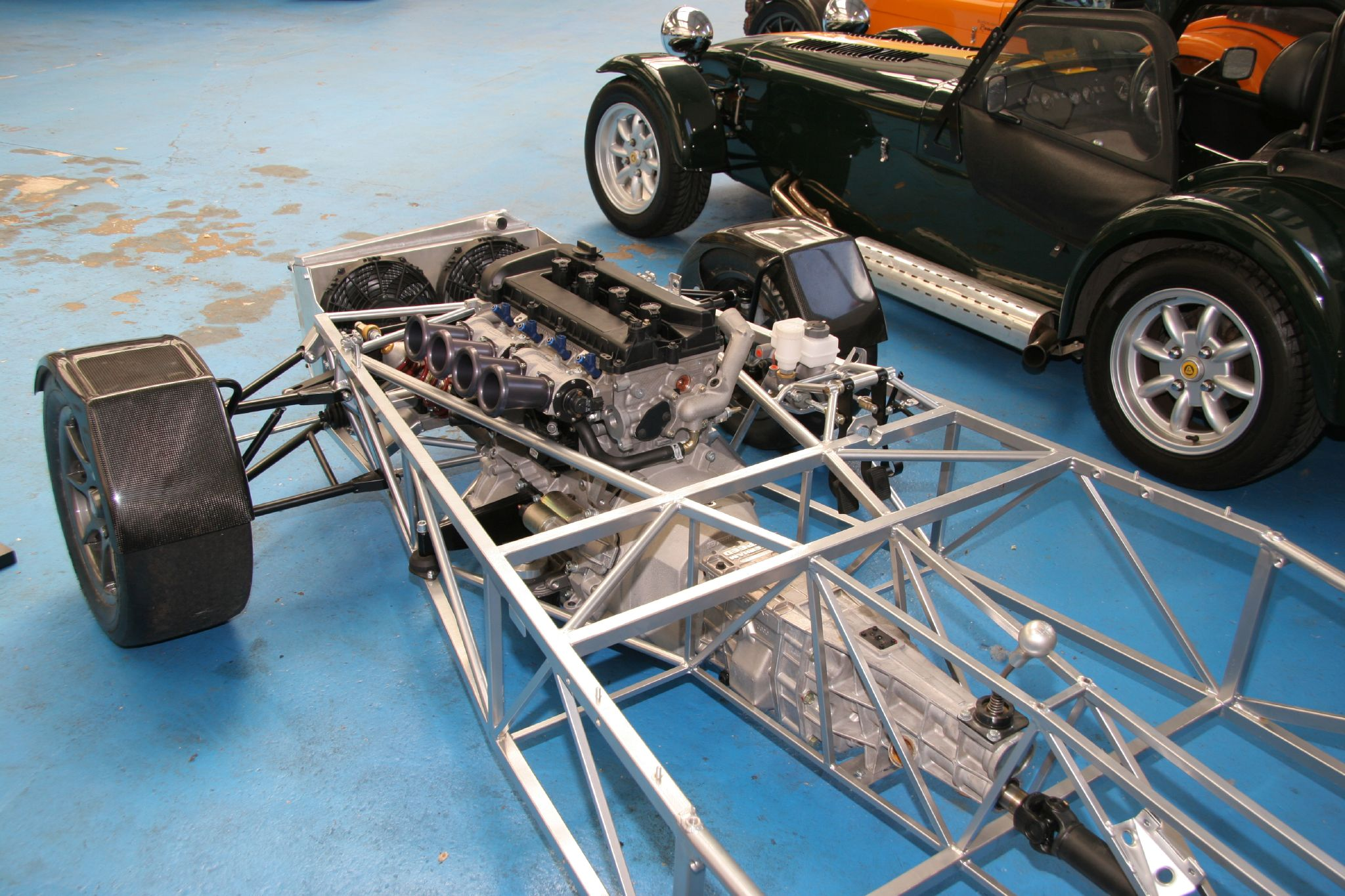
Gitterrahmen eines Caterham Seven (Blickrichtung Vorderachse)

Der Gitterrahmen ist eine tragende Struktur in Fahrzeugen. Gitterrahmen sind Raumfachwerke, das heißt ihre Stäbe werden im Idealfall nur auf Zug und Druck (Knicken) und damit über den Querschnitt und die Länge gleichmäßig beansprucht. Dadurch wird das Materialvolumen gut ausgenutzt und sie können sehr leicht ausgeführt werden. Sie werden vornehmlich in der Luftfahrt und im Fahrzeugbau verwendet. Alexander Graham Bell entwickelte in den ersten Jahren des 20. Jahrhunderts Gitterrahmen für erste Flugzeuge, zum Beispiel für die AEA Silver Dart.
Die aufwändig herzustellenden und daher teuren Gitterrahmen werden noch in jüngerer Zeit bei Motorrädern verwendet. Typisch sind sie als Motorradrahmen inzwischen für die Motorräder von Ducati, BMW, KTM und MV Agusta. 
Bis in die 1960er Jahre waren sie in Sportwagen verbreitet. Gitterrahmen haben zum Beispiel der Mercedes-Benz 300 SL, Porsche 550 A, Lotus Seven, die Maserati Tipo 61 bis 64 (wegen ihrer filigranen Fachwerke auch als Birdcage bekannt) und der Lamborghini Countach. Auf den Gitterrahmen eines Automobils wird eine leichte, nicht tragende Karosserie aus Aluminium oder Kunststoff aufgesetzt. 
Inzwischen haben bei Rennwagen Schalenkonstruktionen die Gitterrahmen abgelöst (Monocoque).